# 복기
복기(卜祺)는 고려 후기의 문신이다. 본관은 면천(沔川)이다. 문한서령(文翰署令), 사헌규정(司憲糾正), 내서사인(內書舍人)을 역임했다.

## 생애
1302년(충렬왕 28년) 6월 문과 급제자 20명을 모아 황제의 생일을 하례하는 표문, 원나라의 승상에게 보내는 국서(國書), 그리고 황제의 장수를 부처에게 축원하는 글(축성수불소, 祝聖壽佛䟽)로써 시험을 보게 하였는데, 여기에서 합격하여 문한서령(文翰署令)에 임용되었다.
1310년(충선왕 2년) 침원(寢園, 능침(陵寢)에 제사를 지내면서 해당 관청에서 희생물을 죽이지 않고 그대로 올리려하자 사헌 규정(司憲糾正)이었던 복기(卜祺)가 논박하기를, “대저 제사는 기(氣)를 숭상하는 것으로서, 먼저 희생을 맞아다가 뜰에서 죽이는 것은 신이 강림(降臨)하도록 하기 위해서인데, 만약 살아 있는 것을 희생으로 삼는다면 어찌 예(禮)에 적합하겠는가?” 하였는데, 그 말에 따라 희생을 도살해 제물로 올렸다.
1323년(충숙왕 10년) 사헌 장령(司憲掌令) 민상정(閔祥正)이 일찍이 일로써 탄핵을 당했다가 사면(赦免)되어 사헌대(司憲臺)에 나아가 일을 보니, 규정(糾正)이 ‘몽사 장령(蒙赦掌令)’이라고 불렀으며, 또 내서 사인(內書舍人) 복기(卜祺)는 술에 취한 김에 조정에서 민상정에게 욕하기를, “풍헌관(風憲官)이 사면을 받아 복직(復職)한 것은 예전에 듣지 못한 바이니, 그대는 또한 남의 죄상을 규탄(糾彈)하는 일을 말라.” 하니, 듣는 자들이 웃었다.